# 코이케의 이상한 생활
코이케의 이상한 생활(일본어: 小池さんの奇妙な生活 코이케산노키묘우나세이가쓰[*])은 후지코 후지오 Ⓐ가 만든 일본의 단편 만화 작품이다. 블랙 유머 단편의 제1작. 1968년 「COM」3 월호 (무시 프로 상사)에 게재.

## 줄거리
25세의 만화가인 코이케 신이치. 하루 3끼를 모두 인스턴트 라멘으로 먹는다. 그러나 만화는 전혀 팔리지 않고 따라서 생활은 괴로워진다. 일념발기한 코이케는 라멘 먹는 것을 아예 끊어버리고 걸작을 마무리하려고 하는데......

## 설명
후지코 작품에 등장하는 코이케를 주인공으로 설정한 작품이다. 모델 스즈키 신이치와 마찬가지로 "라멘을 좋아하는 만화가"로 나온다. 극중에서 등장하는 작품은 모두 "~와 소년"으로 나오고 있다.
츄오코론사 "애장판 블랙 유머 단편집 제1권 不思議町怪奇通り"에 수록되어 있기 때문에 블랙유머 단편 1편으로 꼽힌다. 게재 순서로 말하면 이 작품이 블랙유머 단편 1편이 되지만 일반적으로 다음 작품인 "黒イせぇるすまん"(빅 코믹 - 같은 해 11월 1일호)을 블랙유머 단편 1편이라고 부르는 경우가 많다. 이것은 본작에 블랙 유머의 요소가 적은 것, "黒イせぇるすまん"이 그 후의 전개에서 지명도와 자타에 미치는 영향이 큰 것 등이 원인 것으로 보인다.
같은 경향은 후지코 F. 후지오의 SF 단편에서도 볼 수 있는데 발표가 선행하는 "슈퍼상"(SF 단편 PERFECT판 수록)보다 "미노타우로스의 접시"가 SF 단편 제1탄으로 거론되는 경우가 많다.
덧붙여서 코이케의 첫등장인 「오바케의 Q 타로」의 Q타로가 카메오로 출연하고 있다. 등장 패턴은 "오바케의 Q 타로"와 같다.